# Coccobius granati
Coccobius granati is een vliesvleugelig insect uit de familie Aphelinidae. De wetenschappelijke naam is voor het eerst geldig gepubliceerd in 1992 door Yasnosh & Mustafaeva.